# Robert Belghanem
Robert Belghanem, né à Paris, est un poète français d'origine algérienne actif depuis le milieu des années 1950. Il utilise généralement comme nom d'auteur Belghanem, sans mention du prénom. Depuis le milieu des années 1980, il est publié par les Éditions du Terral à Strasbourg.

## Éléments biographiques
En mai 68, en tant qu'ami de longue date de Guy Debord, figure centrale de l'Internationale situationniste, il est l'un des rares participants du Comité pour le maintien des occupations (CMDO) à ne pas être issu de la mouvance anarcho-situationniste qui constitue l'essentiel de la quarantaine de membres de cette instance emblématique de la radicalité de cette période,.

## Publications
- Les Nuits d'Ugnalé - Caractères (Paris) - 1955[4]
- La Troisième Nuit - Caractères - 1956
- Ailleurs - Didier-Richard (Grenoble) - Sans date
- Le Pas cadencé - Les Cahiers du Dire (Vodaine) - 1963
- Charge creuse (Théâtre) - La Cité (Lausanne) - 1966
- Pour Gilles de Rais (Théâtre) - Vodaine - 1969
- Spartacus (Théâtre) - Caractères - 1970
- La Galope Tournée - Chez l'auteur - 1974
- El Gabal ou la Nuit de l'erreur (Théâtre) - P. J. Oswald - 1974
- Le Sucre du muet - Belfoi - 1981
- Le Royaume du diable (Théâtre) - Garry - 1985
- Ichor - Éd. du Terral - 1986
- Le Rugissement du lion - Éd. du Terral, 1987 [5]
- Le Danger innocent - Terral - 1990
- Un nuage de lueurs - Terral - 1991
- Le Chemin escarpé - Terral - 1992
- Le Nom de l'auteur (Théâtre) - Terral - 1992
- La Pharmacie Holderlin - Terral - 1992
- Les Larmes d'Héraclite en vers de lune - Terral - 1992
- L'Odeur du corps - Terral - 1992
- Le Crachat sur l'offrande - Terral - 1992
- Ygatou - Terral - 1993
- Le Monument aux morts de Koenigshoffen - Terral - 1994
- Litanies sur le fleuve Rhin - Terral - 1994
- Le Beau Ciel bleu - Terral - 1995
- L'Aigle à feu doux - Terral - 1996
- La Zinsel, Mademoiselle - Terral - 1996
- Le Champ des Hâtes - Terral - 1997
- L'Oiseleur florissant - Terral - 1998
- La Traversée de Mangonia - Terral - 1999
- l'Apprêt du Copahu - Terral - 1999
- La Dixième Vague du nageur délien - Terral - 2000
- L'Ange chien d'ivrogne - Terral - 2000
- L'Eau parleuse - Terral - 2001
- Christine de Suède en Clorinde (Théâtre) - Terral - 2002
- Le Tapis franc - Terral - 2002
- Je, Mille Quatre Cents - Terral - 2003
- Le Vœu du paon - Terral - 2003
- Morte-Paye - Terral, 2004
- Pédrahita (Théâtre) - Terral - 2006
- Le Pas du grand déduit - Terral - 2006
- Cours Robert - Terral - 2006
- Parfois je pense à Odette de Champdivers - Terral - 2008
- Le Mur des lamentations (Théâtre) - Terral - 2009
- L'Arbre fleuri - Terral - 2009
- La Fièvre blanche - Terral - 2010
- Cendres de Ludes - Terral - 2011
- Suivi de braises - Terral - 2011
- Naissance de la vigne - Terral - 2012
- Le Mystère de Kléber le statufié en place de Strasbourg (Théâtre) - Terral - 2013
- Pieds sur feuilles! - Terral - 2013
- Le rompu parler Phoebus - Éd. du Terral, 2014 (lire en ligne ici)
- L'Armier de Cinq-Mars - Terral - 2015
- Le Démoli de la pile - Terral - 2016
- L'âme atroce - Terral - 2016
- Le Mortifiement des charognes giflées (Théâtre injouable) - Terral - 2018
- Vivre à l'avantage - Terral - 2018
- Si j'y suis - Terral - 2018
- Élévation de l'entremets - Terral - 2019
- Variations sur l'enclume - Terral - 2020
- À l'insu de Baude - Terral - 2020
- Le Voler d'amour (Théâtre) - Terral - 2021
- En vol plané - Terral - 2021
- Le Planeur prolongé - Terral - 2021
- Vielle pour Tantalon - Propos2éditions - 2021
- Hécatombe pour une épave - Propos2éditions - 2022
- La Hache du coche d'eau - Propos2éditions - 2023
- L'Abuzé de là-bas - Propos2éditions - 2023
- Amarna et la belle mignonne - Propos2éditions - 2024
- Le silence d'Irène - Propos2éditions - 2025

## Pour approfondir